# Plastikkirurgi
Plastikkirurgi eller rekonstruktionskirurgi är sådan kirurgi som syftar till att återställa eller förbättra kroppsvävnad. Plastikirurgin kan därför dels återställa kroppsdelar efter sjukdomar och olyckor (till exempel efter cancer), dels företas som skönhetsoperation.

## Historik

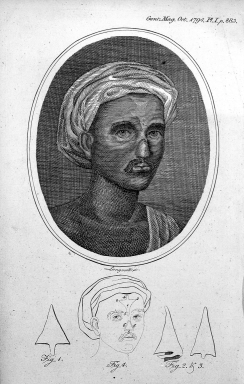
Indisk näsrekonstruktion, illustrerad i "the Gentleman's Magazine" 1794.

Plastikkirurgiska ingrepp på bland annat öron och näsor finns beskrivna från 600 f.Kr. i Indien. Den tyske kirurgen Eduard Zeis (1807–68) introducerade termen plastikkirurgi 1838. Utvecklingen av den moderna plastikkirurgin skedde primärt i de anglosaxiska länderna i anslutning till de båda världskrigen. Detta då behovet av rekonstruktion efter krigsskador uppstod. Plastikirurgins utveckling har delats i två breda grenar – rekonstruktion och estetisk. Men grunden för båda grenarna är densamma; "att bevara vaskuläritet, ersätta liknande vävnad med liknande vävnad, respektera anatomiska zoner och främja sårläkning genom att minimera vävnadstrauma".
Den återskapande kirurgin på barn med läpp-, käk- och gomspalter har även drivit utvecklingen framåt. På 1960-talet utvecklades de första silikonproteserna för bröstförstoring. Plastikkirurgin är den enda medicinska specialiteten som är metodstyrd och inte begränsad till ett specifikt patientklientel. Detta har inneburit att den snabba utvecklingen av nya behandlingsmetoder inom plastikkirurgin lett till att allt fler patientgrupper behandlas inom specialiteten. Som exempel på relativt nya metoder inom plastikkirurgin kan nämnas mikrokirurgi och vävnadsodling (tissue engineering).[källa behövs]

## Rekonstruktiv plastikkirurgi

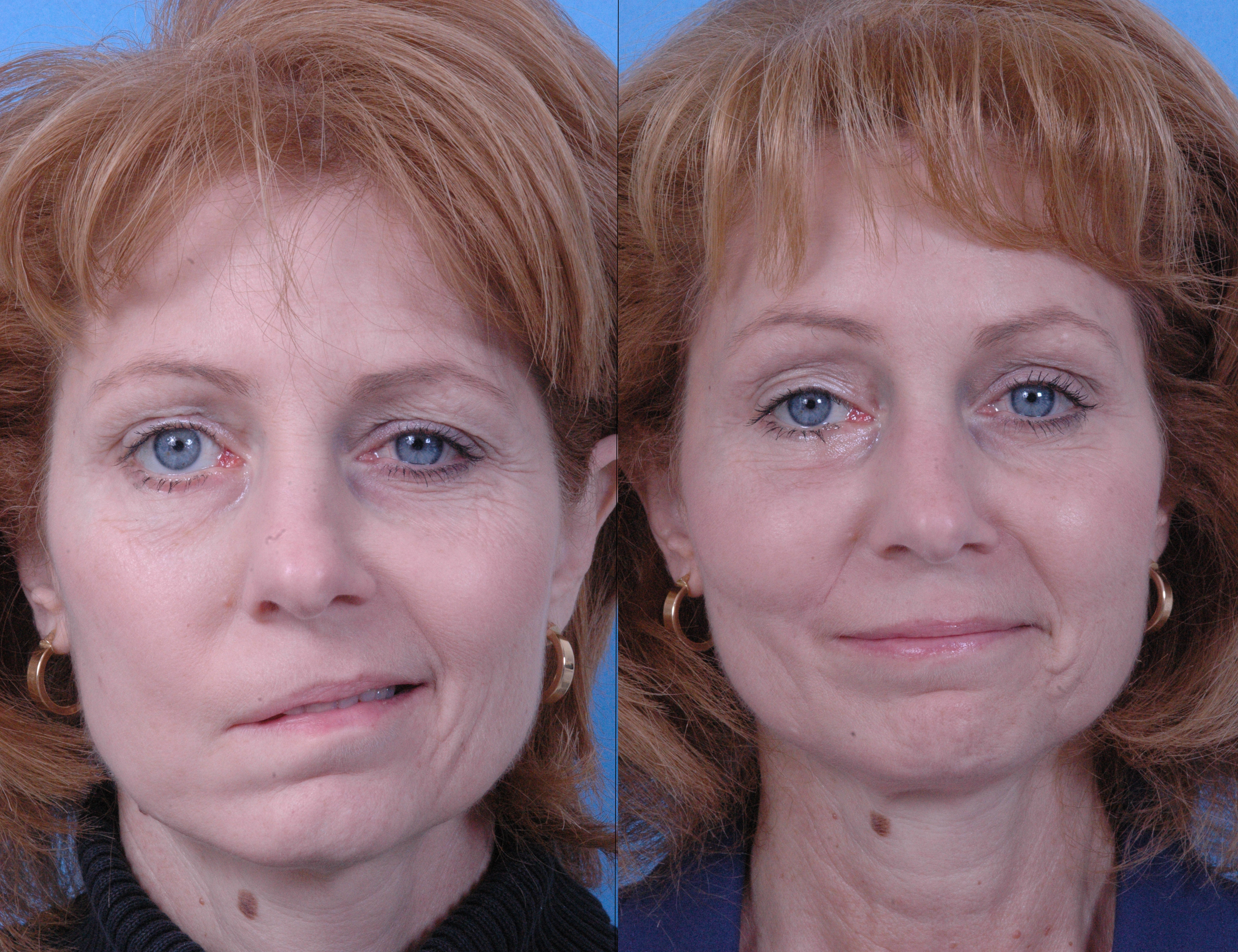
Före och efterbild av rekonstruktiv pastikkirurgi.

Rekonstruktiv plastikkirurgi syftar till att åtgärda eller maskera medfödda eller förvärvade defekter hos patienten, såväl utseendemässiga som funktionella. Det kan röra sig om missbildningar såsom läpp-, käk- och gomspalt (LKG), förvärvade skador såsom brännskador, rekonstruktion efter tumörer eller transsexuell kirurgi (könskorrigering). Även bröstförminskande kirurgi räknas till denna kategori av plastikkirurgi om vissa kriterier uppfylls i kombination med fysiska belastningssymtom som till exempel rygg-, nack- och bröstsmärta. Denna typ av plastikkirurgi utförs främst inom offentlig sektor.

## Estetisk plastikkirurgi

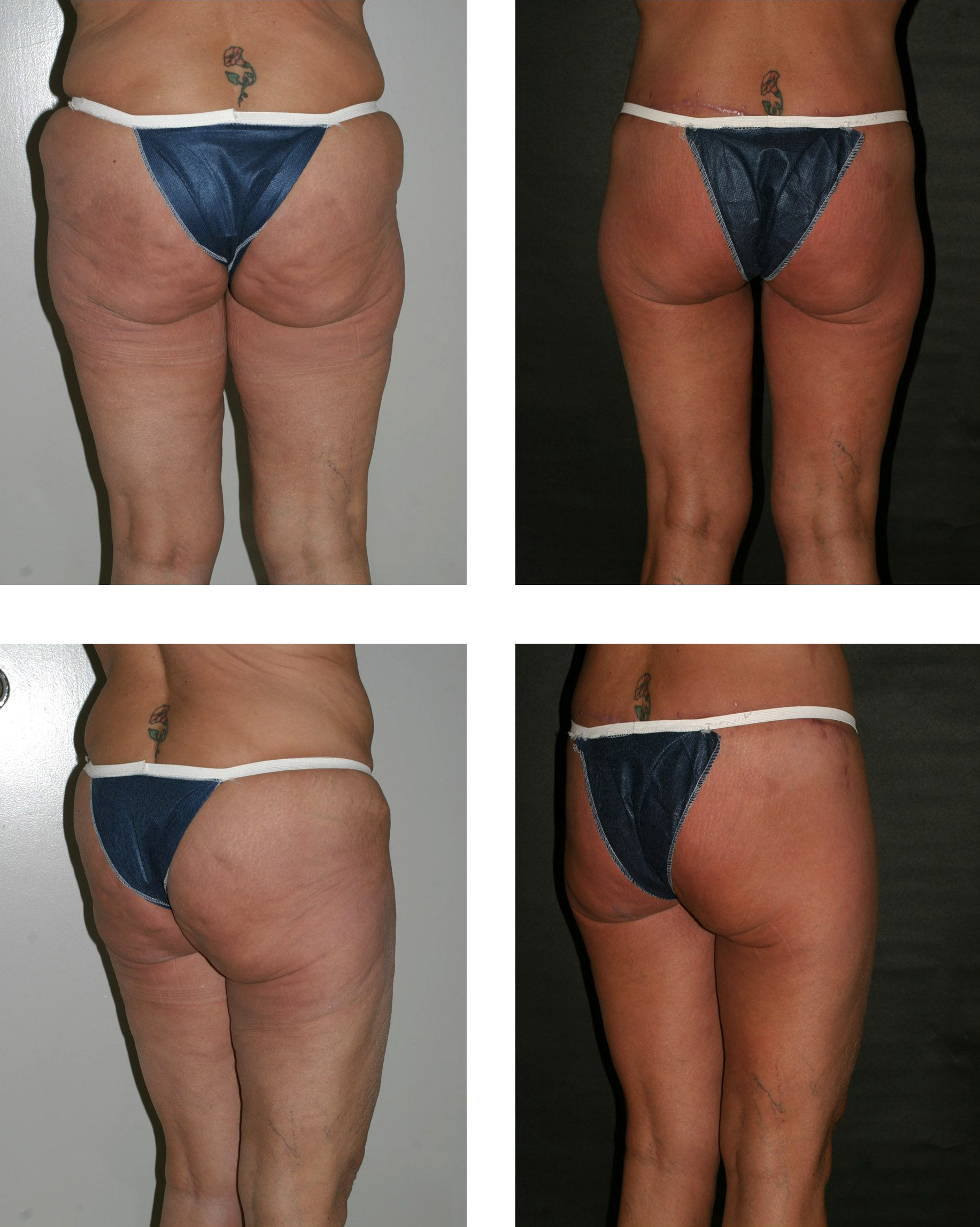
Höftlyft

Eftersom plastikkirurgi innebär arbete med korrektion av ansikts- och kroppsdeformiteter utgår estetisk kirurgi från plastikkirurgi. Estetisk kirurgi, så som ansiktslyftning, utförs främst inom den privata sektorn, även om det undantagsvis utförs inom den offentliga sektorn. Man skall dock vara medveten om att gränsen mellan rekonstruktiv och estetisk plastikkirurgi ibland är mycket flytande.
Enligt bedömningar gjorda av Svensk Förening för Estetisk Plastikkirurgi utförs omkring 25 000 plastikkirurgiska inrepp i Sverige per år. Av dessa 25 000 ingrepp utförs omkring 85 procent på kvinnor och 15 procent på män. Andelen män som väljer att genomföra ingrepp ökar dock stadigt i takt med att det blir allt mer socialt accepterat att män i större utsträckning månar om sitt utseende.[källa behövs] Till de mer ovanliga ingreppen hör penisförstoring.

### De vanligaste ingreppen
- Bröstförstoring
- Bukplastik
- Läppförstoring
- Ögonlocksplastik
- Näsplastik
- Fettsugning
- Ansiktslyftning
- Bröstförminskning
- Bröstlyft

## Källhänvisningar
1. ↑  ”Arkiverade kopian”. Arkiverad från originalet den 9 mars 2014. https://web.archive.org/web/20140309145213/http://mesh.kib.ki.se/swemesh/show.swemeshtree.cfm?Mesh_No=H02.403.810.788&tool=karolinska. Läst 9 mars 2014.
2. 1 2  ”plastikkirurgi - Uppslagsverk - NE.se”. www.ne.se. https://www.ne.se/uppslagsverk/encyklopedi/l%C3%A5ng/plastikkirurgi. Läst 19 september 2022.
3. ↑  ”plastic surgery | Britannica” (på engelska). www.britannica.com. https://www.britannica.com/science/plastic-surgery. Läst 19 september 2022.
4. ↑  ”Startsida”. Svensk plastikkirurgisk förening. https://slf.se/spkf/.
5. ↑  ”Penisförstoring”. svenska.yle.fi. 30 november 1999. https://svenska.yle.fi/a/7-634126. Läst 19 september 2022.